# スポーツ雑誌
スポーツ雑誌（スポーツざっし、英語: Sports magazine）は、スポーツを題材とした専門雑誌である。近年では出版不況やインターネットの普及などの影響によって、廃刊が相次いでいる。

## ジャンル別

### 総合
- Sports Graphic Number
- Sportiva

### 球技

#### フットサル
- フットサルナビ
- フットサルマガジンピヴォ!

#### テニス
- スマッシュ

#### 野球
- 週刊ベースボール
- ベースボールマガジン
- スラッガー
- ホームラン
- グランドスラム
- プロ野球ai
- 月刊ドラゴンズ
- 月刊タイガース
- 月刊ジャイアンツ
- 月刊ホークス
- ファイターズマガジン

#### ハンドボール
- スポーツイベント ハンドボール

#### バドミントン
- バドミントン・マガジン

#### バレーボール
- 月刊バレーボール

#### ビーチバレー
- ビーチバレースタイル

#### ラグビー
- ラグビーマガジン

#### アメリカンフットボール
- 月刊タッチダウン
- アメリカンフットボールマガジン

#### 水球
- 月刊水球

#### 卓球
- 卓球王国
- 卓球レポート
- ニッタクニュース

#### ゴルフ
- ゴルフダイジェスト
- ゴルフトゥデイ
- 週刊パーゴルフ
- 月刊ゴルフ用品界

#### ボウリング
- ボウリング・マガジン

#### ビリヤード
- ビリヤードキューズ
- ワールドビリヤードマガジン

### 格闘技
- GONKAKU
- Fight&Life

#### プロレス
- 週刊プロレス
- 週刊ゴング
- Gスピリッツ
- Gリング
- kamipro
- KAMINOGE
- Dropkick
- RINGSTARS
- 週刊ファイト

#### ボクシング
- ボクシング・ビート
- ボクシング広報

#### レスリング
- オリンピック・レスリング

### 射的

#### アーチェリー
- ARCHERY

#### ダーツ
- GOOD! DARTS
- ソフトダーツ・バイブル

### 武術
- 武術
- 月刊秘伝

#### 中国武術
- 功夫
- 中国武術ライフスタイルマガジン J Kung-Fu
- 武林

### 武道
- 月刊武道
- 古流柔術研究専門誌 和儀
- 武道医学新聞

#### 相撲
- 相撲
- 大相撲
- ちから
- 大相撲ジャーナル

#### 空手道
- 空手道マガジンJKFan
- ワールド空手
- 空手LIFE
- フルコンタクトKARATEマガジン

#### 柔道
- 柔道

#### 合気道
- 合気ニュース

#### 少林寺拳法
- 月刊少林寺拳法

#### 剣道
- 月刊剣窓
- 剣道時代
- 剣道日本

#### 居合道
- 居合道 虎の巻

#### なぎなた
- なぎなた

#### 弓道
- 月刊弓道

### 射撃

#### クレー射撃
- ザ・シューターズ

#### ライフル射撃
- ライフルスポーツ

### 狩猟
- 狩猟界
- 全猟

### 陸上競技
- 月刊陸上競技
- 陸上競技マガジン
- ランナーズ

### 水泳
- スイミングマガジン

### アウトドア

#### ダイビング
- マリンダイビング
- 月刊ダイバー

#### カイトボーディング
- Kite BOARDING

#### カヌー
- PLAYBOARDING @ JP
- Kayak

#### ボート
- 月刊ローイング

#### ウインドサーフィン
- Hi-Wind

#### ウェイクボード
- ウェイクボーダーマガジン

#### サーフィン
- 月刊サーフィンライフ

#### ボディーボード
- FLipper
- ON THE BOARD

### 氷上競技

#### スキー
- スキージャーナル
- スキーグラフィック
- ブラボースキー

#### スノーボード
- snowstyle

### 公営競技
- 週刊レース

#### 競馬
- 優駿
- 週刊競馬ブック
- 週刊Gallop
- 競馬の天才!

#### 競輪
- 週刊プロスポーツ

#### 競艇
- BOATBoy
- 競艇マクール

### 自転車
- CYCLE SPORTS
- Bicycle21

### モータースポーツ

#### 四輪車
- Play Drive
- Racing On
- オートスポーツ
- F1速報
- WRC PLUS
- 日本の名レース100選
- GP Car Story

#### 二輪車
- RIDING SPORTS
- RACERS
- 月刊ダートスポーツ
- ダートクール
- モトライダーForce
- 月刊ガルル
- BACK OFF
- ストレートオン
- 自然山通信

#### モーターボート
- KAZI
- OS Perfect BOAT
- ボート倶楽部

#### 水上オートバイ
- ホットウォータースポーツマガジン
- ワールドジェットスポーツマガジン

#### スノーモービル
- SLED スノーモビル・マガジン

#### 全地形対応車
- ATV RIDER
- ATV ACTION

#### レーシングカート
- ジャパンカート

## 休刊・廃刊

### 総合
- ゼッケン
- Sports Yeah!
- スポーツ用品ジャーナル

### 格闘技
- 週刊ゴング
- 格闘技通信
- 近代柔道
- ボクシング・マガジン
- コーチング・クリニック

### モータースポーツ
- AS+F
- GPX
- サイクルサウンズ
- トライアルジャーナル
- RALLY・XPRESS
- GRAND PRIX SPECIAL

### アウトドア
- カヌーライフ
- 月刊ダイビングワールド

### 公営競技
- 週刊「馬」・月刊公営競馬
- 週刊ファンファーレ
- ハロン
- 競馬最強の法則
- サラブレ
- UMAJIN
- けいりんマガジン
- 月刊競輪